# جامیشلو
جامیشلو، روستایی از توابع بخش مرکزی شهرستان رزن در استان همدان ایران است.
نام این روستا ریشه در گاو و میش داردچراکه در گذشته گاو و میش بسیاری در این روستا نگهداری می‌شده است.
همچنین تپه این روستا یکی از آثار باستانی آن می‌باشد که به‌عنوان یکی از آثار ملی ایران به ثبت رسیده است.
قربانعلی نامداری از شعرای معروف معاصر از اهالی این روستا می‌باشد.

## جغرافیا
جامیشلو در دشتهای شمال استان همدان واقع شده است. نزدیک‌ترین شهر به آن رزن است. این روستا از شمال و غرب به جاده اصلی (همدان-قزوین)، از شرق به روستای کلیجه و از جنوب به روستای سراوک منتهی است. عامل شکلزایی دشتی که این روستا در آن واقع است بیشتر آبهای روان در طولٔ دوره کواترنر است که آب‌های روان با حمل مواد تخریبی کوهستانها به سمت چاله‌ها و دره‌های کوهستانی و تراکم آن در داخل این چاله‌ها سبب شکل‌گیری رسوبات حمل شده از دشت گردیده است. آب این روستا در گذشته توسط قنات‌ها و رود یکه چای تأمین بوده است که متأسفانه چندین سال است این رود خشک شده است.
یکه چای از شاخه‌های فصلی رودخانه آبشینه می‌باشد. شاخه‌های اولیه متعددی دارد. این شاخه‌ها جملگی از دامنه‌های جنوبی کوه‌های خرقان واقع در باختر آوج سرچشمه می‌گیرد. از شمال به جنوب جریان یافته و در شمال رزن بهم می‌پیوندند. این رود؛ رزن و روستاهای سیراب، خمیگان، امیریه، خیرآباد، جامیشلو و سرآوک را مشروب می‌کند. شاخه‌های متعددی را از اطراف دریافت می‌نماید و وارد اراضی فامنین می‌شود و در جنوب آن وارد رودخانه آبشینه می‌گردد. طول این رودخانه ۷۰ کیلومتر بوده و وسعت حوزه آبریز آن بالغ بر ۶۰۰ کیلومتر مربع می‌باشد. نام دیگر آن رودخانه خیگان یا خمیگان می‌باشد. آبدهی این رودخانه در یک دوره ۱۶ سالهٔ آمارگیری سالیانه به‌طور متوسط ۷/۱ میلیون متر مکعب و آبدهی آن در سال آبی ۶۴/۶۵ و حدود ۴/۸۳ میلیون متر مکعب و حداکثر آبدهی لحظه ای آن ۸/۲ متر مکعب در ثانیه اندازه‌گیری گردیده است.(رودخانه‌های ایران، نوشته یدالله افشین، جلد دوم، انتشارات وزارت نیرو، چاپ اول سال ۱۳۷۳، صفحه 458-457)
جامیشلو به دلیل واقع بودن در دشتهای دامنه ای مسطح که شیب بسیار مالیمی دارد، دارای خاک عمیق، سنگین و بدون سنگریزه است که بیشتر به عنوان زراعت آبی مورد استفاده قرار گرفته است؛ لذا غالب محصولاتی که در این روستا کشت می‌شود گندم است.

## جمعیت
این روستا در دهستان رزن قرار دارد و براساس سرشماری مرکز آمار ایران در سال ۱۴۰۲، جمعیت آن ۱۲۰۰ نفر (۳۵۰خانوار) بوده است.
شغل بیشتر اهالی این روستا کشاورزی و دامداری و کار در کارگاه جوراب بافی و آسفالت کاری می‌باشد.

## تأثیر کم‌آبی و تغییر شغل از دامداری و کشاورزی
پس از بهره‌برداری نیروگاه مفتح در سال ۱۳۷۲ بسیاری از قنات‌ها و آب‌های زیر زمینی این روستا به مرور دچار کم‌آبی شدند و این موضوع در جمعیت این روستا و تغییر شغل اهالی آن تأثیر بسزایی داشته است. همچنین این روستا نیز همانند سایر روستاها در معرض فرونشست قراردارد.
نزدیک به سه دهه، کم‌آبی و خشکسالی تأثیر چشمگیری بر زندگی مردم جامیشلو داشته است. کاهش منابع آب موجب شده که بسیاری از کشاورزان و دامداران مجبور به تغییر شغل شوند.
با این حال، جوانان مستعد و پرتلاش جامیشلو به‌سرعت خود را با شرایط جدید وفق داده‌اند. بسیاری از آنان به یادگیری هنرها و صنایع فنی روی آورده‌اند و در حرفه‌های مختلف صنعتی و فنی به مهارت بالایی دست یافته‌اند.
مهاجرت به شهرها نیز یکی از پیامدهای کم‌آبی بوده است. با وجود این، نیروی کار ماهر جامیشلو در شهرها نیز به‌عنوان متخصصان فنی و صنعتگران حرفه‌ای مشغول به کار شده و در زمینه‌های مختلف موفق بوده‌اند.

## مهارت‌های فنی و صنعتی
در سال‌های اخیر، توسعه مهارت‌های فنی و صنعتی در میان مردم جامیشلو به‌وضوح دیده می‌شود. بسیاری از مردان و زنان این روستا در حرفه‌های زیر دارای تخصص و تجربه بالایی هستند:
- راه‌سازی و عمران: مردم جامیشلو در صنعت راه‌سازی و ساختمان‌سازی مهارت قابل‌توجهی دارند و در پروژه‌های مختلفی در سطح منطقه و استان فعالیت می‌کنند.
- مکانیکی و برق‌کاری: جوانان این روستا با دانش فنی خود در حوزه مکانیک و برق‌کاری مشغول به کار هستند و در این زمینه‌ها عملکردی حرفه‌ای دارند.
- بنایی: مهارت مردم این روستا در بنایی و ساخت‌وساز بسیار مورد توجه است و بسیاری از خبرگان و معماران ماهر از جامیشلو در پروژه‌های مهم عمرانی فعالیت دارند.
- فعالیت‌های گلخانه‌ها: به دلیل شرایط محیطی مناسب، گلخانه‌داری در این منطقه رونق قابل توجهی دارد. در این روستا با بهره‌گیری از تکنیک‌های مدرن، پرورش انواع محصولات گلخانه‌ای مرسوم بوده و تولیدات باکیفیتی روانه بازار می‌گردد.

## علاقه و مهارت در پرورش اسب
از دیرباز، علاقه به پرورش اسب در میان مردم جامیشلو وجود داشته است. این روستا به‌عنوان یکی از مراکز پرورش اسب‌های باکیفیت شناخته می‌شود. امروزه، فعالیت‌های مرتبط با اسب‌داری به شکل گسترده‌تر و مدرن‌تری انجام می‌شود و افراد متخصص در این حوزه توانسته‌اند اسب‌هایی اصیل و قدرتمند پرورش دهند که در مسابقات و رویدادهای مرتبط با اسب‌سواری نیز شرکت می‌کنند.

## هنر و موسیقی
مردم جامیشلو علاوه بر مهارت‌های فنی و صنعتی، در زمینه هنر و موسیقی نیز دارای استعداد و پیشینه‌ای غنی هستند.
- صنایع دستی: صنایع دستی در این روستا جایگاه ویژه‌ای دارد و هنرهایی مانند ساخت سازهای سنتی، قالی‌بافی و صنایع چوبی در میان مردم رایج است.
- ساخت و نواختن تار: یکی از مهارت‌های شاخص مردم این منطقه، ساخت و نواختن انواع تار است. ساز تار در فرهنگ موسیقایی جامیشلو جایگاه ویژه‌ای دارد و توسط هنرمندان محلی ساخته و نواخته می‌شود.
- موسیقی عاشیقی: در مراسمات سنتی، مردم روستا برای شرح وقایع عاشقانه یا عبرت‌آموز از عاشیق‌ها دعوت می‌کنند. عاشیق‌ها با نواختن ساز و خواندن اشعاری حماسی یا عاشقانه، فرهنگ شفاهی و داستان‌های تاریخی این منطقه را زنده نگه می‌دارند.

### احترام به اصالت و بزرگان در میان جوانان
یکی از ویژگی‌های برجسته مردم جامیشلو، احترام عمیق به بزرگان و حفظ اصالت فرهنگی است. جوانان این روستا همواره به بزرگان اقوام احترام می‌گذارند و در دوران پیری از آن‌ها مراقبت و حمایت می‌کنند.
با وجود سختی‌های زندگی و مهاجرت برخی از افراد به شهرها، مردم جامیشلو هیچ‌گاه ریشه‌های خود را فراموش نمی‌کنند. آن‌ها همواره به دنبال فرصتی برای بازگشت به روستا هستند تا در مراسم‌های مختلف خانواده و عزیزان خود را ببینند.
مردم این روستا به شدت متحد و همدل هستند و در مراسم‌های سنتی و مذهبی در کنار یکدیگر جمع می‌شوند، فرهنگ و هویت خود را زنده نگه می‌دارند و پیوندهای اجتماعی خود را مستحکم می‌کنند.

### نقش و جایگاه زنان در روستای جامیشلو
زنان جامیشلو همواره به غیرت، تلاش و مهارت‌های بی‌نظیرشان شناخته شده‌اند. آن‌ها از گذشته تا به امروز دوشادوش مردان در فعالیت‌های روزمره حضور داشته و نقش مهمی در زندگی خانوادگی و اقتصادی ایفا کرده‌اند.
زنان این روستا علاوه بر مهارت بالا در خانه‌داری و آشپزی، در زمینه‌های مختلفی نیز توانمند هستند:
- هنر و صنایع دستی: بسیاری از زنان جامیشلو در هنرهایی مانند قالی‌بافی، گلیم‌بافی و ساخت صنایع دستی مهارت دارند.
- کشاورزی و دامداری: در کنار مردان، زنان این روستا در کمک به کشت محصولات کشاورزی و نگهداری دام‌ها مشارکت کرده و سهم بزرگی در تأمین معیشت خانوار دارند.
- استقلال و استقامت: زنان جامیشلو به قوت و استقامت در برابر سختی‌ها شهرت دارند و همواره در مدیریت خانه و کمک به اقتصاد خانواده نقش اساسی ایفا کرده‌اند.

این ویژگی‌ها باعث شده که نقش زنان در فرهنگ و اقتصاد این روستا جایگاه ویژه‌ای داشته باشد و آن‌ها همچنان یکی از ستون‌های اصلی زندگی اجتماعی و فرهنگی در جامیشلو باشند.